# Bataille du Río Salado
Pour les articles homonymes, voir Bataille de Tarifa.
Reconquista
Batailles
- Covadonga (722)
- Burbia (791)
- Lutos (794)
- Barcelone  (801)
- Clavijo (844)
- San Esteban de Gormaz  (917)
- Simancas (939)
- Barcelone (985)
- Torà (1006)
- Barbastro (1064)
- Sagrajas (1086)
- Alcoraz (1096)
- Bairén (1097)
- Consuegra (1097)
- Uclès (1108)
- Croisade norvégienne (1108-1109)
- Valtierra (1110)
- Congost de Martorell (1114)
- Cutanda (1120)
- Fraga (1134)
- Oreja (1139)
- Ourique (1139)
- Coria  (1142)
- Santarém  (1147)
- Lisbonne  (1147)
- Santarém  (1184)
- Alarcos (1195)
- Al-Damus  (1210)
- Las Navas de Tolosa (1212)
- Majorque  (1229)
- Jerez (1231)
- Puig de Cebolla (1237)
- Séville (1247-1248)
- Salé (1260)
- Révolte mudéjar  (1264-1266)
- Écija (1275)
- Algésiras  (1278-1279)
- Moclín  (1280)
- Gibraltar  (1309)
- Gibraltar  (1315)
- Gibraltar  (1333)
- Tarifa / Río Salado (1340)
- Algésiras  (1342-1344)
- Gibraltar  (1349-1350)
- Gibraltar  (1411)
- Ceuta (1415)
- La Higueruela (1431)
- Campagne de Grenade (1482-1492) : Lucena - Grenade

La bataille de Tarifa ou bataille du Salado se déroule le 30 octobre 1340 entre la coalition musulmane mérinido-nasrides et la coalition chrétienne castillano-portugaise. La coalition chrétienne est victorieuse à l'issue de cette bataille.

## Circonstances
En 1339, le sultan mérinide Abû al-Hasan ben `Utman apprend la mort de son jeune fils l'émir Abu Malik, qui après avoir réussi à récupérer Gibraltar en 1333 des mains des chrétiens, s'est aventuré en territoire castillan, malgré les avertissements de ses généraux. Cet excès de confiance lui coûte la vie après avoir été surpris et attaqué en pleine nuit par une importante troupe envoyée sur les ordres du roi de Castille. 
Après ce triste évènement, Abû al-Hasan ben `Utman jure de venger la mort de son fils et les préparatifs mérinides commencent. Il ordonne la construction de plusieurs vaisseaux de guerre et demande l'aide du sultan hafside qui lui envoie sa flotte militaire. Côté chrétien, les préparatifs ne sont pas moins intenses et les Castillans parviennent à rassembler une importante flotte militaire.
En 1340, la bataille maritime a lieu au détroit de Gibraltar et les Mérinides réussissent à infliger une lourde défaite au royaume de Castille (« …seuls cinq vaisseaux de guerre chrétiens parviendront à s'échapper. »), le commandant de l'armée castillane, l’amiral Alonso Jofre Tenorio (es), est emprisonné puis décapité.
À la suite de cette bataille, 60 000 soldats musulmans entament le siège de Tarifa (perdue par les Andalous en 1292). Devant la supériorité militaire terrestre des Mérinides et Andalous, le roi de Castille Alphonse XI le Juste est contraint de demander l'aide au roi de Portugal Alphonse IV qui accepte la demande ; l'aide portugaise est cruciale et permet une victoire terrestre décisive.

## Causes de la défaite musulmane
La veille de la bataille, à la nuit, plusieurs soldats chrétiens réussissent à s'infiltrer dans le camp musulman près de Tarifa, qui est protégé par des gardes du sultan mérinide. Ces derniers ne se rendent compte de l'infiltration de l'ennemi qu'à une heure tardive de la nuit. L'objectif des soldats infiltrés est d'attaquer le lendemain l'armée mérinide par derrière une fois la bataille commencée afin de semer le désordre et la confusion dans le camp musulman. Immédiatement après que les soldats chrétiens ont réussi à s'introduire dans le fort musulman, des rumeurs commencent à circuler. Le sultan, inquiet, demande aux gardes si des soldats chrétiens ont réellement réussi à s'infiltrer dans le fort. Les gardiens, craignant les réactions du sultan, mentent en répondant que tous les soldats chrétiens ayant essayé de s'introduire dans le fort ont été tués ou faits prisonniers.
Quand la bataille commence, les soldats chrétiens infiltrés commencent à massacrer tous les habitants du camp (parmi les morts figurent Fatima, l'épouse hafside du sultan mérinide) ; ils attaquent ensuite l'armée musulmane par derrière, semant la confusion et le désordre. Beaucoup de soldats mérinides fuient le combat et rejoignent le port d'Algésiras puis de Ceuta. Le sultan mérinide est sauvé in extremis, et réussit à regagner sa capitale, Fès.
L'année suivante, le sultan prépare une nouvelle offensive militaire navale qui se solde par un échec en raison de la supériorité numérique des chrétiens qui reçoivent l'aide militaire navale des cités italiennes (Pise, Gênes, …). Cette défaite marque la fin des interventions mérinides en Espagne.

## Conséquences
Fort de cet exploit, le roi de Castille contrôle totalement le détroit et prend en 1343 le stratégique port d'Algésiras.
En 1350, Alphonse XI meurt de la peste pendant le siège de Gibraltar. Des problèmes internes obligent alors les Castillans à signer un traité de paix de 10 ans avec le royaume de Grenade.
La victoire chrétienne met fin au contrôle musulman du détroit de Gibraltar et rend difficile l'envoi de secours militaires depuis le Maghreb vers le royaume de Grenade, qui doit lutter seul pour assurer sa survie. Il résistera pendant encore un siècle et demi avant la capitulation finale de 1492.